# Уголовное преследование отрицания Холокоста

Страны, где отрицание Холокоста преследуется в уголовном порядке (отмечены красным) или соответствующие законопроекты находятся на стадии принятия (отмечены розовым) по состоянию на 2025 год

Уголовное преследование отрицания Холокоста — система криминализации отрицания Холокоста в рамках более общих законов о запрете национал-социализма, неонацизма и расизма, существующая в ряде стран, в первую очередь в странах Европы, пострадавших от идеологии и практики национал-социалистических режимов периода Второй мировой войны.
Законы, прямо запрещающие публичное отрицание, преуменьшение, одобрение или оправдание преступлений, совершённых нацистами, приняты в Австрии, Бельгии, Германии, Литве, Люксембурге, Молдове, Польше, России, Словении, Франции, Швейцарии, а также в Канаде и Израиле. Аналогичные законы действуют в Лихтенштейне, Португалии, Чехии и Словакии. В 2010 году закон, карающий за отрицание преступлений тоталитарных режимов, был принят в Венгрии.
В США отрицание Холокоста ненаказуемо, поскольку свободное выражение своих взглядов защищено Первой поправкой к Конституции. В 2011 году аналогичный подход был принят Верховным судом Испании. В Дании и Норвегии отрицание также не запрещено.

## Особенности
Во многих странах отрицание преследовалось в рамках существующих уголовных кодексов, но ряд стран приняли специальные законы, запрещающие отрицание нацистского геноцида. Наказание обычно сочетает крупные штрафы и сроки тюремного заключения. В некоторых странах (Австрия, Румыния и Чехия) максимальный срок заключения составляет до 10 лет.
Запрет отрицания Холокоста чаще применяется в континентальной системе права, где, в отличие от англосаксонской системы, более жёстко ограничивается свобода слова, например запретом разжигания ненависти к различным группам.
В ряде стран Восточной Европы законы, запрещающие отрицание нацистского геноцида, увязываются также с запретом отрицания преступлений других тоталитарных режимов, включая коммунистический.
Кроме чисто уголовного преследования отрицатели часто подвергаются социальной обструкции, их увольняют из научных и образовательных учреждений, лишают научных званий. Известны случаи физического насилия над отрицателями и уничтожения имущества.

## История
В Германии проблема отрицания Холокоста в праве стала всерьёз дебатироваться в начале 1980-х годов. Источником для этих дебатов стало решение Федерального Верховного суда Германии от 18 сентября 1979 года, когда студент, чей еврейский дедушка был убит в Освенциме, подал иск о судебном запрете против человека, который разместил на заборе своего дома табличку, гласящую, что Холокост был «сионистским мошенничеством». Верховный суд вынес решение в пользу истца.
Ответом на активизацию неонацистов стало обсуждение в сентябре 1982 года изменение в § 140. II Уголовного кодекса, предусматривавшее тюремное наказание сроком до 3 лет или штраф для любого публичного выражения солидарности, отрицания или обеления деяний периода господства национал-социализма, нарушающих общественный порядок. Однако реальные изменения произошли только в первой половине 1990-х годов после «дела Гюнтера Деккерта». Земельный суд Мангейма приговорил его 11 ноября 1992 года к одному году тюрьмы и 100 тысячам марок штрафа за разжигание национальной розни, клевету и оскорбление памяти умерших и подстрекательство к расовой ненависти. Затем Верховный суд оправдал его, поскольку подстрекательство к расовой ненависти не было доказано. Учитывая, что его выступления носили откровенно провокационный и антисемитский характер, это дело вызвало большой резонанс. В результате в октябре 1994 года принят так называемый «Закон о преодолении последствий преступлений» (der Verbrechenbekämpfungsgesetz), вступивший в силу с 1 декабря 1994 года. По этому закону максимальный срок наказания составляет 5 лет тюремного заключения.
В Израиле закон об ответственности за отрицание Холокоста был принят в 1986 году. Срок заключения для «лиц, публикующих письменно или устно материалы, отрицающие или принижающие масштабы преступности деяний, совершенных против еврейского народа или против человечества во время нацистского правления, с целью защиты тех, кто совершал эти преступления, или же с целью выражения солидарности с ними или симпатии к ним» согласно статье 2 этого закона составляет так же как и в Германии до 5 лет. В данном законе было установлено три важных правоприменительных ограничения:
- Само по себе историческое сомнение или беспристрастное научное исследование, ставящее себе целью разобраться в происходившем, пусть и с позиций, отличных от общепринятых, преступлением не является — при отсутствии цели защиты нацистских преступников или выражения солидарности с ними.
- Аналогичным образом согласно статье 4 закона защищены представители СМИ, освещающие данную проблему — если они описывают её честно и непредвзято без «выражения солидарности или симпатии по отношению к тем, кто совершал преступления против еврейского народа или против человечества».
- Право подавать обвинительное заключение по данной статье имеет только генеральный прокурор.

13 июля 1990 года парламент Франции принял так называемый Закон Гейссо, который запрещает публичные расистские, антисемитские и ксенофобские высказывания, а также дискриминацию по принадлежности к этнической группе, нации, расе или религии. Закон также запрещает отрицать Холокост и выводы Международного военного трибунала в Нюрнберге, а также выражать сомнения в существовании лагерей смерти и газовых камер, в которых нацисты осуществляли массовые убийства. На основе Закона Гейссо было вынесено несколько обвинительных приговоров французским отрицателям Холокоста. Наиболее известными из этих дел являются осуждение за отрицание Холокоста Робера Фориссона и Роже Гароди, поскольку они оспаривали вердикты французского суда на международном уровне.
В 1996 году Комитет по правам человека ООН при рассмотрении дела «Фориссон против Франции» принял прецедентное решение, что отстранение от преподавательской деятельности в связи с отрицанием Холокоста на основании закона Гейссо не нарушает п. 3 статьи 19 Международного пакта о гражданских и политических правах.
В 1998 году Европейский суд по правам человека в своём решении по делу «Леидё и Изорни против Франции» признал правомерность принятия законов об ответственности за отрицание Холокоста. А при рассмотрении дела «Гароди против Франции» в 2003 году суд отметил, что, отрицая Холокост, Гароди действовал в целях, которые направлены на уничтожение прав и свобод, гарантированных Европейской Конвенцией о защите прав человека (ЕКПЧ), и потому его претензии со ссылкой на статью 10 этой Конвенции, гарантирующую свободу слова, были отвергнуты. Основой для таких выводов послужила ст. 17 ЕКПЧ, которая предназначена, чтобы «помешать тоталитарным группам эксплуатировать в своих интересах принципы, сформулированные в Конвенции».
20 марта 2006 года вопрос о том, следует ли считать отрицание Холокоста уголовным преступлением и злоупотреблением свободой слова, обсуждался на специальных слушаниях в Европарламенте.

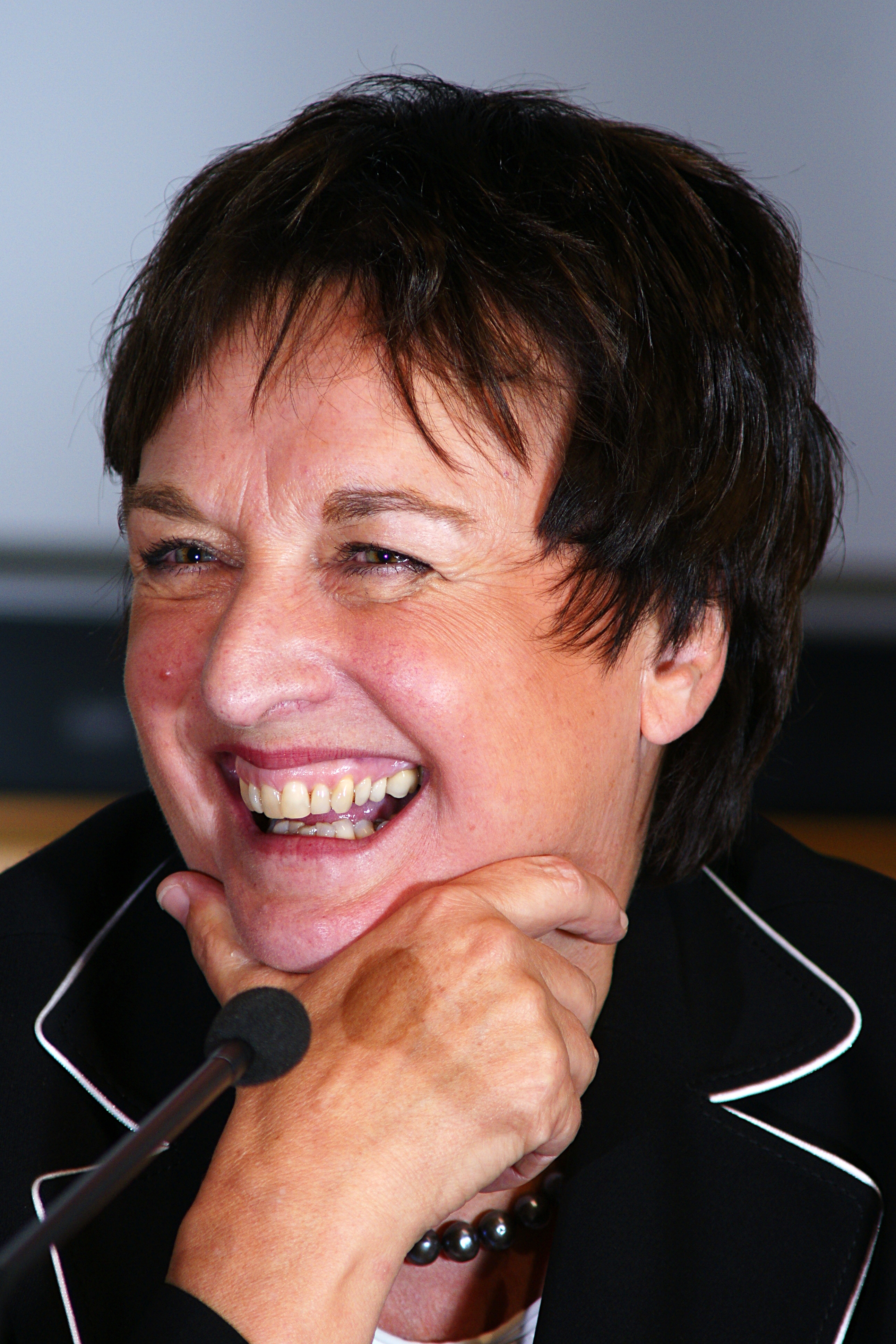
Бригитта Циприс: министр юстиции Германии (2002—2009) и активный сторонник уголовного наказания за отрицание Холокоста

В январе 2007 года министр юстиции Германии Бригитта Циприс предложила всем странам Евросоюза признать преступлением отрицание Холокоста и запретить публичную демонстрацию нацистской символики. Ряд журналистов и политиков подвергли критике это предложение — в частности потому, что запрет не содействует уменьшению популярности неонацизма и провоцирует нарушение права на свободу слова. В итоге принятый в апреле 2007 года закон признаёт разжигание национальной и расовой розни преступлением во всех 27 странах блока, но не включает отрицание Холокоста.
В ноябре 2007 года Конституционный суд Испании принял решение отменить наказание в виде тюремного заключения за ревизионизм Холокоста. Согласно этому решению все лица, которым вменялось отрицание Холокоста, освобождены из-под стражи. Данное постановление не касалось лиц, которые выступают за оправдание нацистского террора против евреев. В 2011 году Верховный суд Испании вынес постановление, по которому было отменено уголовное преследование за пропаганду точек зрения, связанных с отрицанием Холокоста, даже если прямо оправдываются действия Германии в период Второй мировой войны. Судьи привели примеры высказываний, за которые исчезла вероятность наказания в Испании: «Немцы имели все основания сжигать евреев», «Немцы никогда не сжигали евреев». Уголовное преследование сохраняется лишь за призывы к насилию.
Парламент Боснии и Герцеговины начиная с 2007 и до 2017 года неоднократно пытался ввести в законодательство запрет отрицания Холокоста (наряду с криминализацией отрицания геноцида и преступлений против человечности). Эти попытки блокировались депутатами от Республики Сербской. В частности, член SNSD Лазарь Продановик утверждал, что такой закон «вызовет разногласия и даже вражду».
Проведённый в 2007 году опрос среди российских депутатов Государственной думы показал единодушное неприятие введения специальной нормы об уголовной ответственности за отрицание Холокоста. По мнению российских парламентариев, эту проблему не следует выделять в ряду отрицания иных преступлений фашизма. Внесённый в 2013 году законопроект такого рода принят не был, однако в апреле 2014 года был принят закон, предусматривающий до 5 лет заключения за реабилитацию нацизма и искажение роли СССР во Второй мировой войне. Формулировка части 1 статьи 354.1 УК РФ, предусматривающей ответственность в частности за «отрицание фактов, установленных приговором Международного военного трибунала для суда и наказания главных военных преступников европейских стран оси, одобрение преступлений, установленных указанным приговором», по мнению А. Верховского, является типичной для подобного рода норм, которые криминализируют различные виды исторического ревизионизма и в первую очередь отрицание Холокоста, но, как правило, не называют Холокост прямо и могут применяться к более широкому спектру высказываний.
21 декабря 2010 года Еврокомиссия отклонила законопроект «о двойном геноциде», который предполагал введение уголовного наказания за отрицание преступлений коммунистических режимов по аналогии с запретом на отрицание Холокоста. Инициаторами законопроекта были Литва, Латвия, Болгария, Венгрия, Румыния и Чехия. По мнению Еврокомиссии, в ЕС нет консенсуса по вопросу приравнивания преступлений коммунистов к преступлениям нацистов.
С 10 сентября 2014 года в Греции введена уголовная ответственность за отрицание Холокоста, геноцида греков и армян и подстрекательство к расистским преступлениям. В октябре 2015 года закон, по которому отрицание Холокоста наказывается тюремным заключением до 5 лет, приняла Италия.

## Законы против отрицания Холокоста в отдельных странах
| Страна      | Закон | Примечание |
| ----------- | --- | --- |
| Австрия     | § 3 Конституционного «закона о запрещении 1947» (Verbotsgesetz 1947) от 1947 года с поправками 1992 года                                                               | Применяется к лицам, которые публично отрицают, преуменьшают, одобряют или оправдывают преступления национал-социализма. Наказывается лишением свободы сроком от одного до десяти лет (при особо опасных случаях до двадцати лет) |
| Бельгия     | Статья 1 Закона об отрицании Холокоста 1995 года с поправками 1999 года                                                                                                | Закон применяется к лицам, которые отрицают или чрезвычайно умаляют, пытаются оправдать или одобряют геноцид немецкого национал-социалистического режима во время Второй мировой войны. Наказание — заключение до одного года и штраф до 5000 франков. В случае повторного обвинения, обвиняемая сторона может быть лишена гражданских прав в соответствии со статьей 33 Уголовного кодекса Бельгии |
| Венгрия     | | Летом 2009 года в Венгрии был отклонён, а 22 февраля 2010 года принят закон, предусматривающий уголовное преследование за отрицание Холокоста до 3 лет лишения свободы. 10 марта закон был утверждён президентом Венгрии. В июне 2010 году туда добавлены также преступления коммунистов: наказание тем, кто отрицает геноциды, совершенные национал-социалистической или коммунистической системами, или отрицает другие факты преступлений против человечности |
| Германия    | Третий пункт § 130 уголовного кодекса ФРГ | Лишением свободы сроком до пяти лет или денежным штрафом наказывается тот, кто действия, подходящие под параграф 6.1 кодекса о международных преступлениях и совершённые при власти национал-социалистов, оправдывает, отрицает или преуменьшает в форме, расшатывающей общественное спокойствие Оригинальный текст (нем.)Mit Freiheitsstrafe bis zu fünf Jahren oder mit Geldstrafe wird bestraft, wer eine unter der Herrschaft des Nationalsozialismus begangene Handlung der in § § 6 Abs. 1 des Völkerstrafgesetzbuches bezeichneten Art in einer Weise, die geeignet ist, den öffentlichen Frieden zu stören, öffentlich oder in einer Versammlung billigt, leugnet oder verharmlost |
| Израиль     | Закон 1986 года № 1187 | Наказуемы отрицание, умаление, восхваление или одобрение деяний, совершенных при нацистском режиме и представляющих собой преступления против еврейского народа или против человечности — до 5 лет лишения свободы |
| Канада      | | В Канаде отрицание Холокоста может преследоваться как преступления на почве ненависти |
| Литва       | | |
| Лихтенштейн | Пункт 5 § 283 Уголовного кодекса | Лишение свободы до 2 лет тех, кто оправдывает, отрицает или пытается преуменьшить преступления против человечности |
| Люксембург  | Статья 457-3 Уголовного кодекса | Установлена ответственность за отрицание (оспаривание, умаление, оправдывание) преступлений нацистов, а также последующих фактов геноцида, признанных люксембургскими или международными судами или иными властными органами («reconnus par une juridiction ou autorite luxembourgeoise ou internationale») |
| Польша      | Статья 55 Закона об Институте национальной памяти — Комиссии по расследованию преступлений против польского народа                                                     | Штраф или лишение свободы до 3 лет за публичное и безосновательное отрицание преступлений нацизма. |
| Португалия  | Статья 240 Религиозная, расовая и сексуальная дискриминация | Отрицание геноцида карается тюремным заключением на срок до 5 лет |
| Россия      | Статья 354.1 УК РФ «Реабилитация нацизма» | Установлена ответственность за отрицание фактов, установленных приговором Международного военного трибунала для суда и наказания главных военных преступников европейских стран оси, одобрение преступлений, установленных указанным приговором, а равно распространение заведомо ложных сведений о деятельности СССР в годы Второй мировой войны, совершенные публично. В частности, этим приговором был установлен факт истребления в период 1933—1945 годов 6 млн евреев по всей Европе, позже получивший название «Холокост». Нарушения наказываются штрафом либо лишением свободы на срок до трёх лет. |
| Румыния     | Emergency Ordinance No. 31 of March 13, 2002 | |
| Словения    | | |
| Украина     | Статья 161 УК Украины «Нарушение равноправия граждан в зависимости от их расовой, национальной принадлежности, религиозных убеждений, инвалидности и других признаков» | Проявлениями антисемитизма считается: призыв, сокрытие или оправдание убийства или причинение вреда, высказывания ложных сведений, ненавистнических заявлений о лицах еврейского происхождения, отрицание факта преследования и массового уничтожения евреев во время Второй мировой войны - Холокоста. |
| Франция     | Статья 9 закона Гейссо | В законе Гейссо, принятом 13 июля 1990 года, помимо запрета какой-либо дискриминации на основании этнического происхождения, нации, расы и религии, содержится также статья 9, в которой сформулирован запрет на отрицание преступлений против человечности, установленных приговором Нюрнбергского трибунала |
| Чехия       | Закон против поддержки и распространения нарушений прав и свобод человека (2001)                                                                                       | § 260 (1) лицо, которое поддерживает или расширяет движения по угнетению права и свободы человека или делает заявления по национальной, расовой, религиозной или классовой ненависти или ненависти в отношении другой группы лиц, будет наказан тюремным заключением сроком от 1 до 5 лет. (2) Человек может быть лишён свободына срок от 3 до 8 лет, в случае если: а) Он / она совершает преступления, упомянутые в пункте (1) в СМИ (печатные издания, кино, радио, телевидение или других СМИ) б) Он / она совершает преступления являясь членом организованной группы с) Он / она совершает преступления во время чрезвычайного или военного положения. § 261 Лицо, которое публично выражает симпатии к движениям, упомянутых в § 260, будет наказан тюремным сроком от 6 месяцев до 3 лет. § 261a Лицо, которое публично отрицает, ставит под сомнение, одобряет или пытается оправдать нацистский или коммунистический геноцид или другие преступления нацистов или коммунистов будут наказан тюремным сроком от 6 месяцев до 3 лет |
| Швейцария   | | |

## Хронология уголовных дел в странах ЕС
Только в 2007—2008 годах за отрицание Холокоста в странах Европейского союза были осуждены не менее 10 человек. Некоторые примеры:
| Дата             | Имя                                  | Страна            | Наказание |
| ---------------- | ------------------------------------ | ----------------- | --- |
|                  | Жан-Мари Ле Пен                      | Франция, Германия | Был подвергнут штрафу в 1,2 миллиона франков за высказывание о том, что газовые камеры были «лишь эпизодом в истории Второй мировой войны» 8 февраля 2008 — к трём месяцам тюрьмы условно и штрафу в 10 тысяч евро за оправдание гестапо, обеление его роли во времена нацистской оккупации и за оспаривание преступлений против человечности |
| 27 февраля 1998  | Роже Гароди                          | Франция           | Тюремное заключение (сокращено), 240 тыс. франков штрафа |
| 21 июля 1998     | Юрген Граф                           | Швейцария         | 15 месяцев тюремного заключения (покинул страну, чтобы избежать заключения) |
| 21 июля 1998     | Герард Фостер                        | Швейцария         | 12 месяцев тюремного заключения, конфискация |
| 27 мая 1999      | Жан Плантин                          | Франция           | 6 месяцев тюремного заключения (заменено на условный срок), штраф 150 тыс. франков, запрет издательской деятельности |
| 11 апреля 2000   | Гастон-Арманд Амодруз                | Швейцария         | 1 год тюремного заключения, сокращено до 3 месяцев по апелляции. 22 мая 2002 года вновь осуждён по аналогичному обвинению на 3 месяца тюрьмы |
| 20 февраля, 2006 | Дэвид Ирвинг                         | Австрия           | Британский писатель и историк был приговорён в Австрии к 3 годам тюрьмы, после 13-месячного заключения суд заменил оставшийся срок на условный и депортировал его из страны |
| 15 марта 2006    | Гермар Рудольф                       | Германия          | 2,5 года тюремного заключения |
| 3 октября 2006   | Робер Фориссон                       | Франция           | В феврале 2005 года заявил на иранском спутниковом телеканале: «…У немцев не было ни единой газовой камеры… поэтому миллионы туристов, посещающих Освенцим, наблюдают ложь и фальсификацию», за что был приговорён парижским судом к трём месяцам тюрьмы условно и выплате штрафа в размере 7500 евро                                         |
| Январь 2007      | Бруно Гольниш                        | Франция           | Лидер крайне правых в Европарламенте был приговорён французским судом к трём месяцем тюремного заключения условно и штрафу в 5 тыс. евро |
| 15 февраля 2007  | Эрнст Цюндель                        | Германия          | 5 лет тюремного заключения |
| 14 января 2008   | Вольфганг Фролих                     | Австрия           | 6,5 лет тюремного заключения |
| 15 января 2008   | Сильвия Штольц                       | Германия          | 3,5 года тюремного заключения |
| 11 марта 2009    | Хорст Малер                          | Германия          | 5 лет тюремного заключения |
| 27 апреля 2009   | Герд Хонзик                          | Австрия           | Австрийский писатель был приговорён к 5 годам лишения свободы за отрицание Холокоста и пропаганду нацизма. Судья Стефан Апостол называл Хонзика «одним из идеологических лидеров» европейских неонацистов |
| 23 октября 2009  | Дирк Циммерман (нем. Dirk Zimmerman) | Германия          | 9 месяцев тюремного заключения |
| 27 октября 2009  | Ричард Уильямсон                     | Германия          | Британский епископ был оштрафован немецким судом на 12 тысяч евро за отрицание Холокоста в интервью, которое Уильямсон дал шведскому телевидению |

## Мотивация и критика преследования

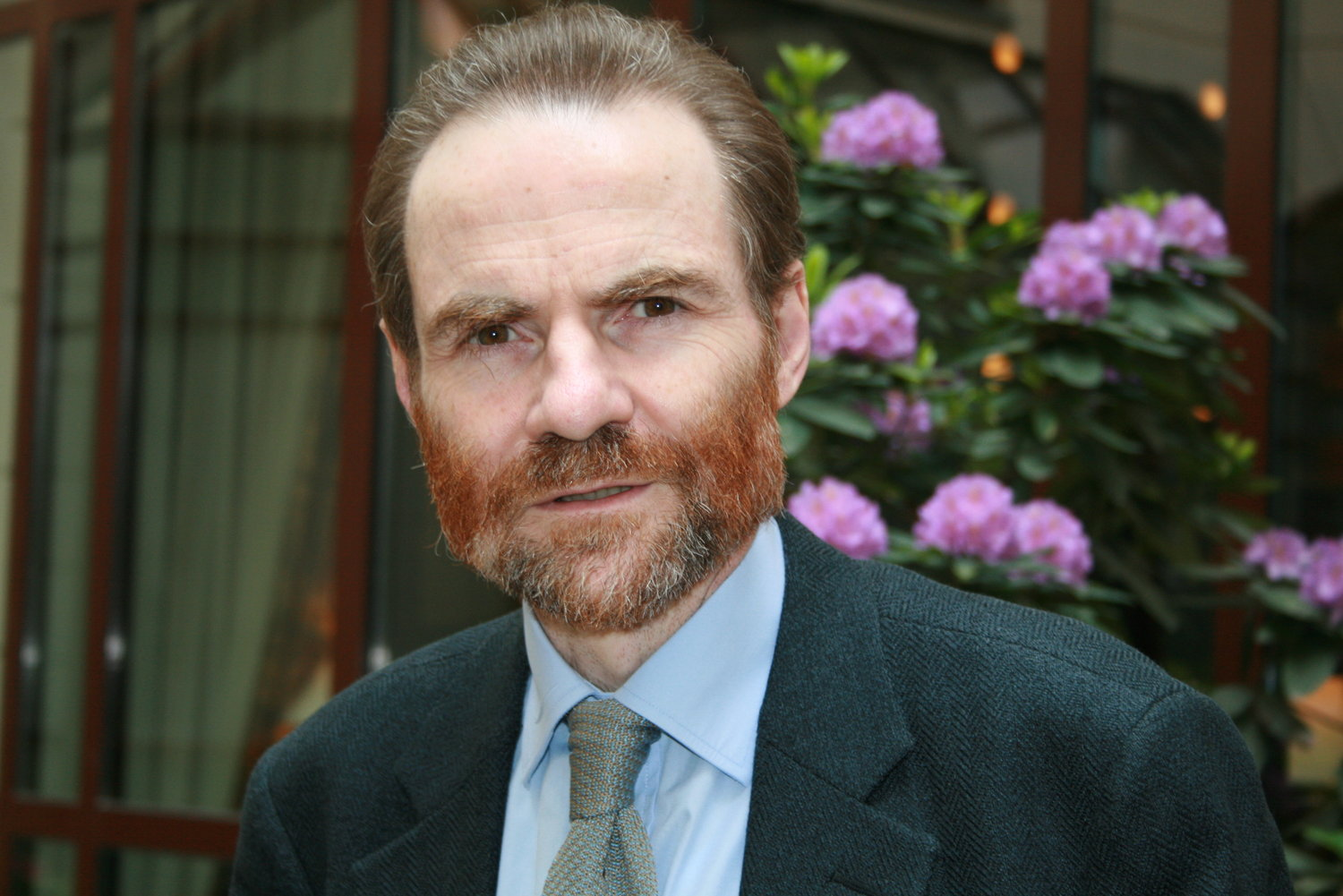
Британский историк Тимоти Гартон Эш считает, что бороться с отрицанием Холокоста следует в СМИ и сфере образования

Некоторые либерально настроенные политики и общественные деятели, в том числе такие известные оппоненты отрицателей Холокоста как Дебора Липштадт, критикуют уголовное преследование отрицателей, считая, что оно противоречит правам человека, а конкретнее — свободе слова. Как полагает британский историк Тимоти Гартон Эш, «с отрицанием Холокоста надо бороться в наших школах, университетах и СМИ, а не в полицейских участках и судах». Павел Полян считает, что в конфликте свободы слова и пропаганды ненависти хорошим прецедентом является решение Конституционного суда Испании 2007 года, по которому именно оправдание террора является преступлением. Кеннет Штерн считает, что исключительно законодательными мерами победить отрицание Холокоста невозможно, поскольку это скорее не вопрос права, а вопрос культуры, политики и отношения к истории.

По мнению публициста Леонида Радзиховского, законы против отрицания Холокоста связаны в первую очередь с тем, что чудовищность и уникальность преступлений нацистов стала фундаментом, на котором базируется недопустимость реваншизма и пересмотра итогов Второй мировой войны.